# Polybotrya speciosa
Polybotrya speciosa är en träjonväxtart som beskrevs av Heinrich Wilhelm Schott. Polybotrya speciosa ingår i släktet Polybotrya och familjen Dryopteridaceae. Inga underarter finns listade.